# عهد الكومنفورم
عهد الكومنفورم هو جزء من تاريخ يوغوسلافيا بدأ بعد خلاف تيتو وستالين في منتصف عام 1948 واستمر حتى تقارب يوغوسلافيا والاتحاد السوفيتي في عام 1955. سبب الخلاف اتباع القيادة اليوغوسلافية بعد الحرب العالمية الثانية برئاسة جوزيف بروز تيتو سياسة خارجية لا تتماشى مع مصالح الكتلة الشرقية والسوفييت، وعدم إذعان القيادة اليوغوسلافية للمطالب السوفيتية على الضغوط الخارجية والداخلية السوفيتية الكبيرة عليها. قتلت الحكومة اليوغوسلافية الآلاف من معارضي سياستها في تلك الفترة وسجنت ونفت أخرين منهم عدد كبير من أفراد الجيش والأجهزة الأمنية اليوغوسلافية.
رأت الولايات المتحدة في الخلاف بين الكتلة الشرقية ويوغوسلافيا في الحرب الباردة فرصة لتفتيت الكتلة الشرقية ونموذج للدولة الشيوعية المزدهرة المتعاونة مع الغرب فسارعت قدمت مساعدات اقتصادية وعسكرية وقروض ودعم دبلوماسي ليوغوسلافيا التي عانت من تبعيات هذا الخلاف بسبب اعتمادها على التجارة مع الاتحاد السوفيتي وحلفائه. تسببت ضغوط  عهد الكومنفورم الخارجية على يوغوسلافيا في إيقاف الدعم اليوغوسلافي للقوات الشيوعية في الحرب الأهلية اليونانية وإبرام حلف البلقان مع اليونان وتركيا.
أثر العهد على الفن والثقافة الشعبية وشُجع فيه الفنانين على تصوير نضال يوغوسلافيا في زمن الحرب وبناء الحكومة للبنية التحتية. صورت العديد من الأعمال والأفلام الأدبية أحداث العصر. ترجع تسمية «عهد الكومنفورم» إلى مكتب الإعلام الشيوعي (الكومنفورم) الذي أسسه ستالين حينها لتقليل الخلافات بين الحكومات الشيوعية.

## خلفية الفترة

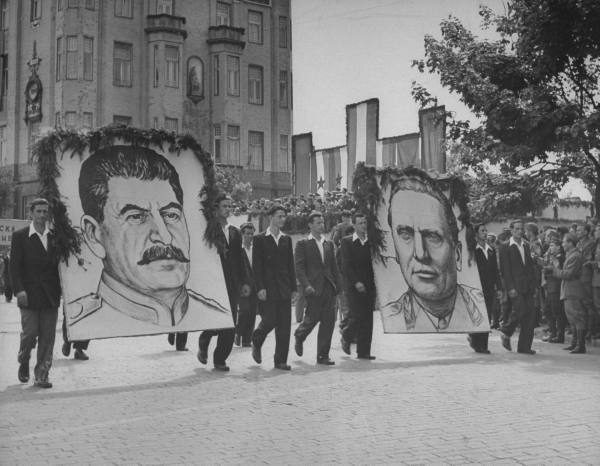
صورة لستالين وأخرى لتيتو في مظاهرة عيد العمال عام 1946 في بلغراد، تأكد الانقسام اليوغوسلافي السوفيتي بعد تبادل ستالين وتيتو ثلاث رسائل في أوائل عام 1948.

كانت العلاقة بين جوزيف ستالين وجوزيف بروز تيتو متوترة في الغالب في الحرب العالمية الثانية، لتباين المصالح بين الاتحاد السوفيتي والحزب اليوغوسلافي الذي قاوم احتلال دول المحور ليوغوسلافيا، فلم يتفقا إلا في هزيمة دول المحور وتعزيز الأفكار الشيوعية. مما يعكس فتور العلاقة بين الطرفين هو تأخر المساعدات الاقتصادية والعسكرية التي كان الاتحاد السوفيتي وعد يوغوسلافيا بها في خريف 1944 ولم يعطها إلا القليل منها حتى فبراير 1947. أسس السوفييت مكتب معلومات الأحزاب الشيوعية والعمالية المعروف باسم «الكومنفورم» في سبتمبر 1947 وأصروا أن يكون مقره العاصمة اليوغوسلافية بلغراد لتسهيل وصول عملائهم إلى يوغوسلافيا.
كان للاتحاد السوفيتي ويوغوسلافيا بعد الحرب أهداف وأولويات متباينة مطردة في العلاقات الخارجية والسياسات الاقتصادية وحتى في منهاج تنمية المجتمع الشيوعي مع هذا التباين، أيد السوفييت السياسة اليوغوسلافية في بعض جوانبها مثل معاملة ألبانيا كدولة تابعة. تدهورت العلاقات السوفيتية اليوغوسلافية بعد توقيع بلغاريا ويوغوسلافيا معاهدة الصداقة والمساعدة المتبادلة في بليد في أغسطس 1947 التي تقضي التكامل بين الدولتين دون استشارة الاتحاد السوفيتي الذي كان يبتغي أن تكون يوغوسلافيا دولة تابعة له. تصاعد الخلاف تدريجياً حتى يونيو 1948 واحتدم في انفصال تيتو وستالين وطرد يوغوسلافيا من الكومنفورم. وكانت علاقات يوغوسلافيا في فترة الصراع، أو في جزء منه على الأقل، متوترة مع جميع جيرانها المواليين للغرب.
أثار تيتو مطالبات في الأيام الأخيرة من الحرب العالمية الثانية بمناطق بعد الغزو العسكري لترييستي وجزء من كارينثيا وبورغنلاند من النمسا ومنطقة فينيتسيا جوليا مع مدينة ترييستي من إيطاليا. دعم السوفييت في البداية مطالب يوغوسلافيا ثم بعد انفصال تيتو وستالين تحولوا لدعم النمسا. بينما ساعدت يوغوسلافيا الجيش الديمقراطي اليوناني [الإنجليزية] في الحرب الأهلية اليونانية منذ عام 1947 بدون إذن من السوفييت وهو ما أثار حفيظتهم. تعهد تيتو لستالين بإيقاف دمعه للجيش إلا أن تيتو أكد لنيقوس زخريادس أمين الحزب الشيوعي اليوناني العام أن الجيش الديموقراطي اليوناني يمكنه الاعتماد على المساعدات اليوغوسلافية التي ستستمر.

## تطهير الحزب الشيوعي

### القمع الداخلي

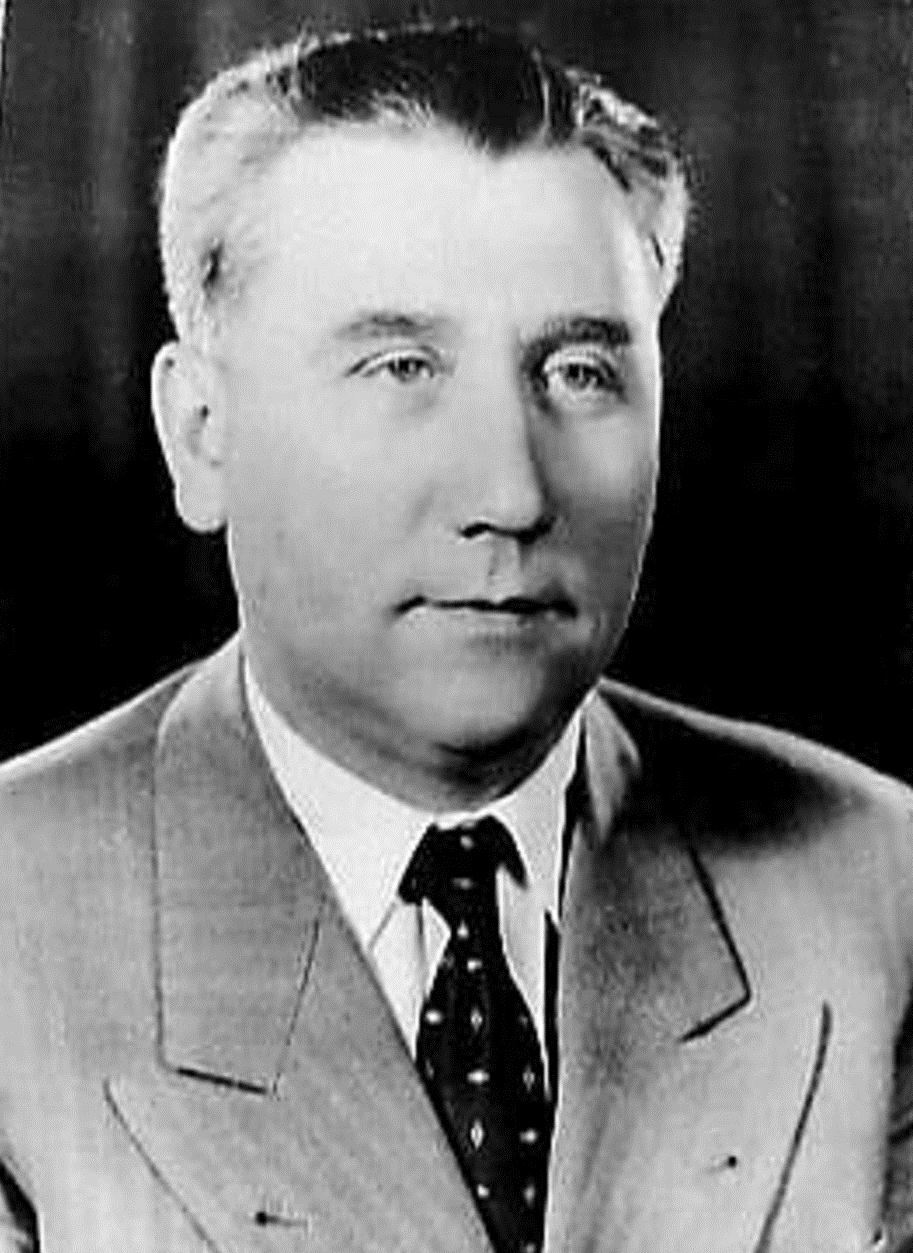
أنشأ ألكسندر رانكوفيتش فريقًا خاصًا لمكافحة دعم الكومنفورم في إدارة أمن الدولة اليوغوسلافية.

واجهت قيادة الحزب الشيوعي الحاكم في يوغوسلافيا بعد انفصال تيتو وستالين معارضة من أعضاء الحزب. قال وزير الداخلية ألكسندر رانكوفيتش [الإنجليزية] في هذا السياق من المستحيل أن تثق بأحد وقد يصبح أقرب الرفاق العدو الآن. الوحيد الذي دعم توجه ستالين علانية هو عضو اللجنة المركزية سريتين جويوفيتش [الإنجليزية] والذي دعا تيتو لمحاسبته. كما أمر تيتو رانكوفيتش بالتخلص من وزير الصناعة السابق أندريا هيبرانغ [الإنجليزية] الذي زعم تيتو هو المصدر الرئيس للخلاف مع السوفييت، زعم رانكوفيتش أن هيبرانج كان جاسوسًا لحزب أوستاشا الذي أسره في عام 1942 وأن السوفييت ابتزوه بهذه المعلومات فيما بعد ليتجسس لهم. قُبض على جويوفيتش وهيبرانج في غضون أسبوع بعد جلسة مجلس الدولة التي قالا فيها رأيهما.
سُمي مؤيدي ستالين «بالكومنفورميين» اشتقاقًا من الكومنفورم. أسَّس رانكوفيتش استجابة للوضع في البلاد فرقة خاصة لمكافحة أنصار الكومنفورم في إدارة أمن الدولة من أعضائها نائبه فويسلاف بيليانوفيتش ومايل ميلاتوفيتش وأمر عليها جيفتو ساشيتش.
اعتبر 55,663 عضوًا من الحزب الحاكم كومنفورميين أي قرابة 19.52% من الأعضاء في فترة 1948-1951. يجدر بالذكر اختلاف عدد ونسبة الكومنفورميين كثيرا حسب الجمهورية والعرق. أكثر من نصف الكومنفورميين كانوا صرب وأعلى نسبة إلى إجمالي السكان كانت في الجبل الأسود.
تفسر ظاهرة حب روسيا المنتشرة في صربيا والجبل الأسود هذه الأعداد الكبيرة من الكومنفورميين بينهما. والتي تعود إلى مساعدة الإمبراطورية الروسية الصرب في 1804-1815 أثناء الثورة الصربية التي تزامنت مع الحرب العثمانية الروسية (1806-1812)، ثم الاعتراف الدبلوماسي بإمارة صربيا في عام 1830. وحماية الإمبراطورية الروسية مملكة الجبل الأسود من الدولة العثمانية في منتصف القرن الثامن عشر، امتدت مشاعر الود هذه إلى الاتحاد السوفيتي خليفة الإمبراطورية الروسية.
عدد المعتقلين في هذا العهد غير مؤكد، ذكر رادوفان رادونجي في عام 1983 أن عدد المعتقلين بلغ 16,288 شخص منهم 2616 في مستويات مختلفة من قيادة الحزب الحاكم. نسب إلى رانكوفيتش قتل أو سجن أو استعباد 51,000 شخص دون محاكمة. احتجز السجناء في العديد من الأماكن منها معسكرات الاعتقال في ستارا غراديشكا ومعسكر اعتقال ياسينوفاك وسجون مخصصة للكومنفورميين في جزيرتي غولي أوتوك وسفيتي غرغور [الإنجليزية] في البحر الأدرياتيكي في عام 1949.

### تطهير الجهاز العسكري والأمني

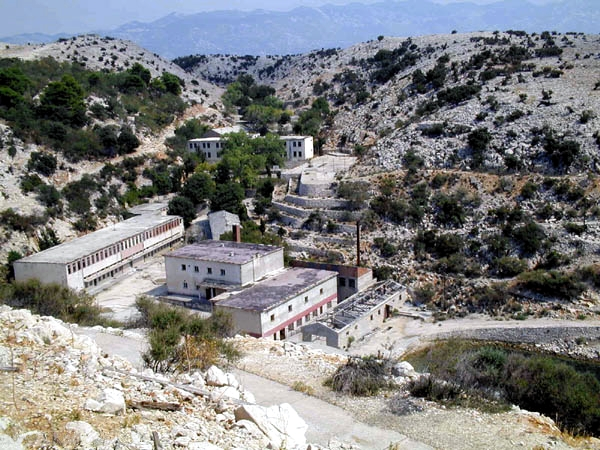
بني معسكر سجن غولي أوتوك لاحتجاز الأشخاص المدانين بدعم ستالين بعد الانفصال عن الاتحاد السوفيتي.

كانت الشرطة نفسها من بين المنظمات المستهدفة بعمليات التطهير. تشير المصادر اليوغوسلافية إلى أن داعمي ستالين بلغوا 1722 جندي وضابط من إدارة أمن الدولة. نفذت عمليات تطهير كبيرة خاصة في إدارة أمن الدولة في سراييفو بعد إعلان جميع أفراد إدارة أمن الدولة في الدائرة الثانية في سراييفو دعمهم لستالين ورؤساء الاتحاد الديمقراطي للتنمية في موستار وبانيا لوكا. اعتُقلَ ما لا يقل عن سبعة عشر ضابط من إدارة أمن الدولة برتبة مقدم أو أعلى في مناصب رفيعة المستوى في الهيئات الاتحادية وصربيا والبوسنة والهرسك والجبل الأسود هرب العديد من ضباط إدارة أمن الدولة إلى رومانيا.
من الصعب تحديد عدد داعمي السوفييت في الجيش اليوغوسلافي. تشير التقديرات المنخفضة إلى أن نسبة الكومنفورميين تراوحت بين 10%-15% من قوات الجيش وتقدر المصادر اليوغوسلافية العسكريين المعتقلين بقرابة 4153 ضابط وجندي، قدَّر ميلوفان سيلاس الأعداد بزهاء 7000 ضابطاً مسجوناً. شملت عملية التطهير 22 ضابطاً في الحرس الرئاسي منهم مومسيلو تشوريتش قائد كتيبة المقر الأعلى للحزب اليوغوسلافي في زمن الحرب.
اعتُبر تسعة وأربعون عسكري يوغوسلافي من خريجي أكاديميات فوروشيلوف وفرونزي والأكاديميات العسكرية السوفيتية أخرى مؤيدين محتملين للسوفييت. أثر الانفصال خاصة على القوات الجوية [الإنجليزية] التي تدرب جميع ضباطها تقريبًا في الاتحاد السوفيتي، لذا بعد الانفصال فر بعضهم من البلاد في طائرات سلاح الجو منهم اللواء بيرو بوبيفودا رئيس خدمة العمليات بالقوات الجوية وقائد قاعدة زيمون الجوية ونائبه اللذان فرا إلى رومانيا. كما هاجمت مجموعات المخربين قواعد باتاجنيكا وزيمون وبانتشيفو الجوية بالقرب من بلغراد.

## المعارضة

### محاولة الانقلاب

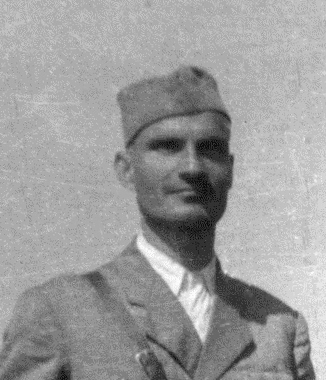
قاد أرسو يوفانوفيتش انقلابًا فاشلاً وقتل بعد ذلك أثناء فراره إلى رومانيا.

حصلت محاولة انقلاب فاشلة في أعقاب الانفصال مباشرة بدعم من السوفييت قادها العقيد العام أرسو يوفانوفيتش [الإنجليزية] الذي كان رئيس الأركان العامة للجيش اليوغوسلافي واللواء برانكو بيتريتشيفيتش كادجا والعقيد فلاديمير دابشيفيتش [الإنجليزية]. حاول أرسو يوفانوفيتش الهرب إلى رومانيا بعد فشل الانقلاب، لكن حرس الحدود قتلوه بالقرب من فرشاتس واعتقل بيتريتشيفيتش في بلغراد واعتقل فلاديمير دابشيفيتش عند الحدود المجرية.

### الخارجية
واجه تيتو معارضة خارجية من مجموعة من المغتربين الذين كانوا خارج البلاد وقت الانفصال. ذكرت المصادر اليوغوسلافية أن عددهم بلغ 4928 شخص منهم 475 خبيرًا عسكريًا ومدنيًا مبتعثين إلى الاتحاد السوفيتي والكتلة الشرقية قبل الانفصال وعدد قليل من الدبلوماسيين في المجر والسويد والنرويج والولايات المتحدة. قادهم في البداية السفير اليوغوسلافي في رومانيا رادونجا غولوبوفيتش ثم اللواء بيرو بوبيفودا، سموا أنفسهم في أواخر عام 1949 «عصبة الوطنيين اليوغوسلافيين لتحرير شعوب يوغوسلافيا من نير زمرة تيتو رانكوفيتش والعبودية الإمبريالية».
دعمت السلطات السوفيتية هذه المعارضة ونشرت العديد من الصحف المناهضة للتيتو كانت أكثرها تأثيرًا هي ليوغوسلافيا الاشتراكية والنضال الجديد وبثت إذاعة يوغوسلافيا الحرة اليومية من بوخارست. درَّب السوفييت العديد من الخبراء المدنيين لتجهزهم للحكم في المستقبل ونظمت العسكريين في أربعة ألوية في المجر ورومانيا وبلغاريا بالقرب من الحدود اليوغوسلافية وأنشئت وحدة قوة جوية لهم في جبال الأورال. ضمت الألوية آلاف الأفراد من مختلف دول الكتلة الشرقية وصفوا بـ المتطوعون. وقع 7877 حادث حدودي بين البلدين في هذه الفترة، قُتل فيها 27 حارس يوغوسلافي حتى عام 1953، يُعتقد أيضًا أن أكثر من 700 عميل سوفيتي عبروا الحدود إلى يوغوسلافيا قبض على 160 منهم وقتل 40 شخص.

### الداخلية
دعمت منظمات محلية عدة الكومنفورم. وواجه جهاز الأمن اليوغوسلافي تمردات مسلحة في العديد من مناطق الدولة بالخصوص في الجبل الأسود. فنُشر قسم من إدارة أمن الدولة في الجبل الأسود لمكافحة التمرد الذي قاده السكرتير السابق للحزب الشيوعي اليوغوسلافي إيليا بولاتوفيتش في مدينة بييلو بوليي في صيف وخريف عام 1948. أُرسلت فرقة خاصة بقيادة كومنين سيروفيتش إلى حكومة الجبل الأسود لقمع ذاك التمرد. سيطرت قوة كومنين سيروفيتش على معاقل المتمردين في الجبل الأسود الواقعة ضمن إقليم السنجق في عام 1949. حدثت انتفاضات أخرى في وادي نهر زيتا والمنطقة الواقعة بين عاصمة الجمهورية تيتوغراد ونيكشيتش، فشل التمرد في النهاية.
وقع تمردان آخران قادهما قدامى المحاربين الصرب وضباط الجيش السابقين في مناطق كوردون [الإنجليزية] وليكا [الإنجليزية] وبانوفينا [الإنجليزية] في كرواتيا ومنطقة كازين في البوسنة والهرسك في عام 1950 وتمرد فاشل صغير في سلوفينيا في نفس الوقت، ويمتاز تمرد كازين عنهم بأن أغلب المتمردين كانوا من الفلاحين المسلمين. دوافع تلك التمردات متنوعة بين إجحاف الحكومة لجهود قادة التمرد في فترة الحرب العالمية الثانية وعدم تنفيذ وعود إلغاء الضرائب المختلفة والمطالبة الملك بيتار الثاني إلى الحكم. ألقت السلطات اليوغوسلافية القبض على ثمانية من التشيتنيك السابقين الذين حاولوا عبور الحدود من النمسا لدعم المتمردين. قمعت الحكوكة تلك التمردات بسرعة، ونسبتها إلى الكومنفورميين.

## التأثير على السياسات اليوغوسلافية

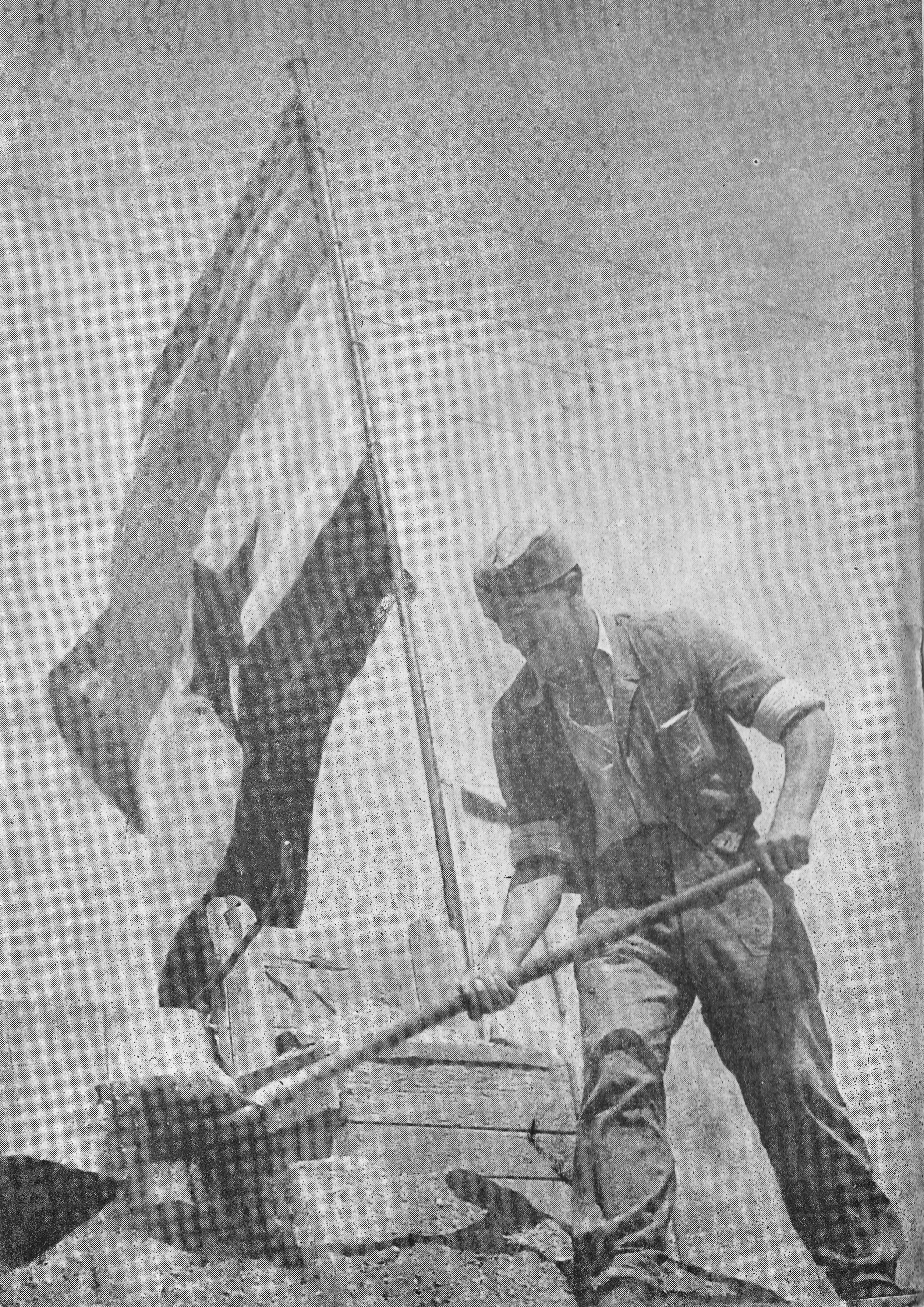
شهدت يوغوسلافيا أعمال بنية تحتية كثيفة العمالة مثل بناء بلغراد الجديدة حيث التقطت هذه الصورة.

### التنمية الاقتصادية حتى منتصف 1948
كان الاقتصاد اليوغوسلافي قبل عام 1948 يعتمد على تصدير المنتجات الزراعية والمواد الخام إلى الاتحاد السوفيتي مقابل السلع والآلات المصنعة، ركد الاقتصاد بسبب النقص العام في الآلات ونقص العمالة وخاصة الماهرة. فما كان من يوغوسلافيا إلا أن تكتفي ذاتيًا وتطور قدراتها العسكرية بعد الانفصال فزادت الدولة من ميزانية البنى التحتية والتعليم. لتعويض النقص في الآلات فرضت نوبة عمل ثالثة في المصانع، وخيرت السلطات العاطلون بالسجن أو العمل في مناجم استخراج الفحم أو في مواقع البناء. وحولت الحكومة كل مواردها من الطعام والوقود للجيش وهو أمر أدى إلى نقص في الموارد.

### مساعدات الولايات المتحدة
أول أوجه الاتفاق مع الولايات المتحدة كان إفراج الأخيرة عن  احتياطات الذهب اليوغوسلافية الموجودة بها في يونيو 1948. أبدت يوغوسلافيا في الوقت نفسه رغبتها التجارة مع الغرب، فطلبت يوغوسلافيا المساعدة رسميًا من الولايات المتحدة في صيف 1948 وأعلَن تيتو في ديسمبر أنه سيصدر المواد الخام الإستراتيجية إلى الغرب.
قررت الولايات المتحدة في فبراير 1949 مساعدة تيتو اقتصاديًا مقابل قطع دعمه للجيش الديموقراطي اليوناني وقتما يسمح الوضع الداخلي اليوغوسلافي بهذه الخطوة. صرح وزير الخارجية الأمريكي دين آتشيسون أن الخطة الخمسية اليوغوسلافية يجب أن تنجح لينتصر تيتو على ستالين، بغض النظر عن نظام حكمه فإن توجه تيتو كان في مصلحة الولايات المتحدة. تلقت يوغوسلافيا في أكتوبر 1949 دعمًا من الولايات المتحدة وحصلت على مقعد غير دائم في مجلس الأمن التابع للأمم المتحدة.

### الاقتصاد في أعقاب الخلاف

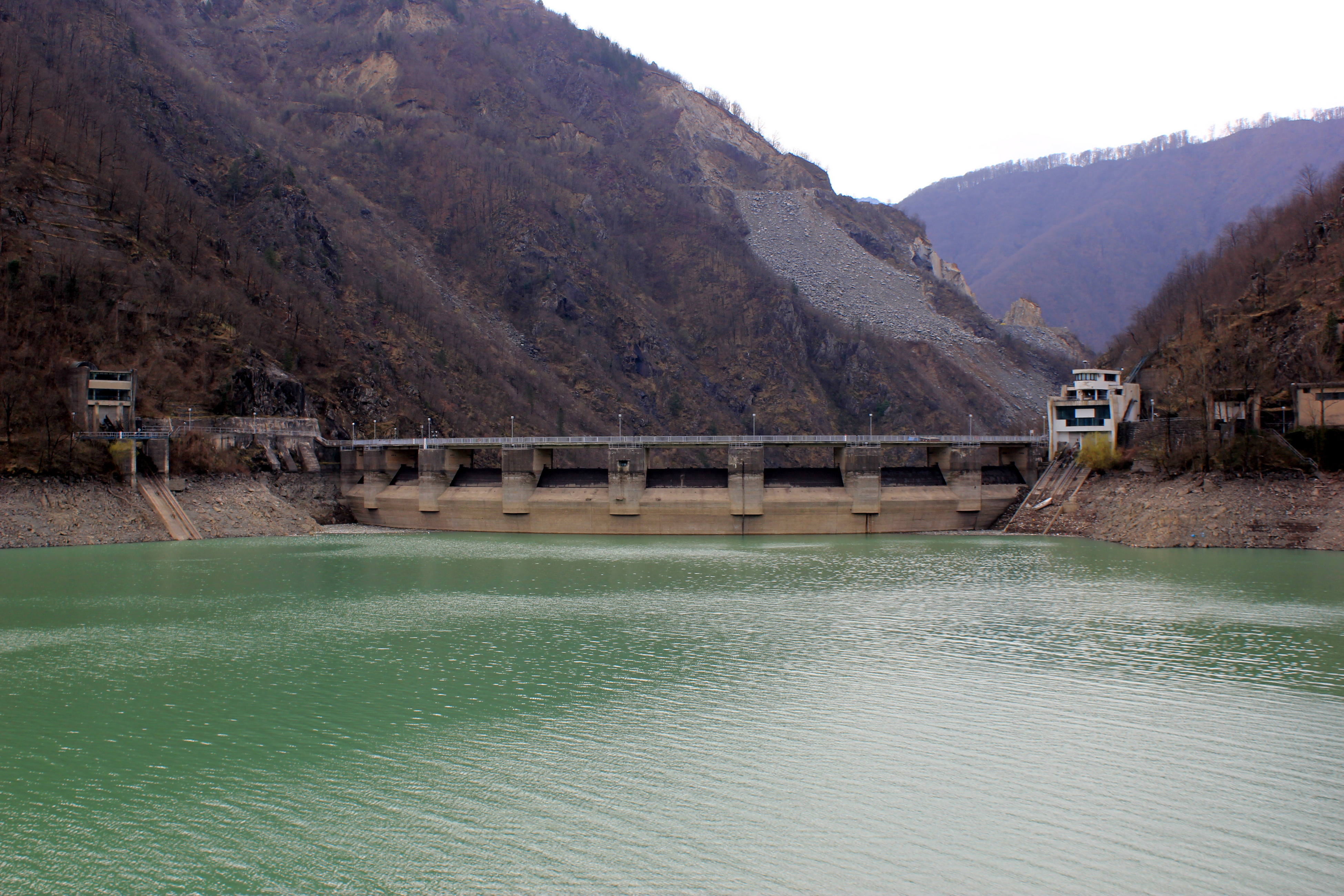
بني سد يبلانيكا خلال الفترة التي أعقبت انفصال تيتو ستالين وهو أحد أعمال البنية التحتية الرئيسية في يوغوسلافيا.

بدأ حصار السوفييت ودول الكتلة الشرقية على يوغوسلافيا تدريجياً من عام 1949، لإثار الشعب اليوغوسلافي على حكومة تيتو. بدأ الحصار بإلغاء المعاهدات التجارية مع يوغوسلافيا في سبتمبر 1948 إلى توقف تصدير النفط من ألبانيا والمجر ورومانيا إليها، لكن عوضت ذلك الفقد بالتجارة مع الغرب عبر إقليم ترييستي المستقل. بدأت التجارة مع الولايات المتحدة في عام 1948 عندما اشترت يوغوسلافيا منتجات مصبوبة نصف مصنعة وخمسة عشر حفارًا للنفط وخلاطات صناعية لإنشاء مصانع إنتاج الإطارات وخمس ورش إصلاح متنقلة وعدة آلاف من إطارات الجرارات مقابل العديد من المعادن والخامات. كما أبرمت يوغوسلافيا اتفاقيات تجارية مع العديد من دول أوروبا الغربية قبل نهاية العام.
وافق بنك التصدير والاستيراد للولايات المتحدة على أول قرض ليوغوسلافيا في أواخر أغسطس 1949 بعد تطبيق الحصار السوفيتي بالكامل. دعم الولايات المتحدة يوغوسلافيا بالكامل في سبتمبر من نفس العام. سرعان ما وافق صندوق النقد الدولي والبنك الدولي على قروض للبلاد أيضًا، لكن تطلب ذلك أن تسدد يوغوسلافيا الديون التي كانت عليها ما قبل الحرب لبريطانيا وفرنسا وإيطاليا وبلجيكا. ضغطت الولايات المتحدة على بلجيكا لقبول المنتجات العينية بدلاً من النقد.
كانت مخزونات الحبوب والأسمدة والآلات الزراعية اليوغوسلافية منخفضة للغاية في نهاية العام، انخفضت الصادرات بنسبة 36% في الوقت نفسه مما تطلب تمديد سياسة التقنين. اقترضت يوغوسلافيا ما قيمته 20 مليون دولار لشراء الطعام في أكتوبر 1950 وأرسلت الولايات المتحدة لها ما يقرب من ضعف كمية الغذاء الذي اشترته في نوفمبر. وقع الرئيس هاري ترومان في أواخر ديسمبر قانون مساعدات الطوارئ اليوغوسلافية لعام 1950 منحها 50 مليون دولار من المواد الغذائية. ساعد هذا يوغوسلافيا على التغلب على قلة المحاصيل في أعوام 1948 و1949 و1950، ولكن لم يكن لاقتصادها أي نمو اقتصادي تقريبًا حتى عام 1952.
سعت السلطات اليوغوسلافية في عام 1950 إلى مكافحة ممارسات العمل غير المستدامة وتحسين كفاءة الإنتاج حيث أدخلت عقود عمل إلزامية وخفضت حصص العمالة مع الحفاظ على أهداف الإنتاج وطالبت المصانع بإنشاء مجالس العمال لموازنة السلع والنقد المتاح والعمل وهو النظام الذي فيما بعد باسم «الإدارة الذاتية». رغم تحسي كفاءة العمال في بعض القطاعات، إلا أن هذا أدى إلى زيادة حادة في معدلات البطالة نتيجة لتسريح العمال ذوي الإنتاجية القليلة مثل النساء وكبار السن وحتى فني الصيانة الذين لم ينتجوا أي شيء في نظر الحكومة.

## اللامركزية والإصلاح الدستوري

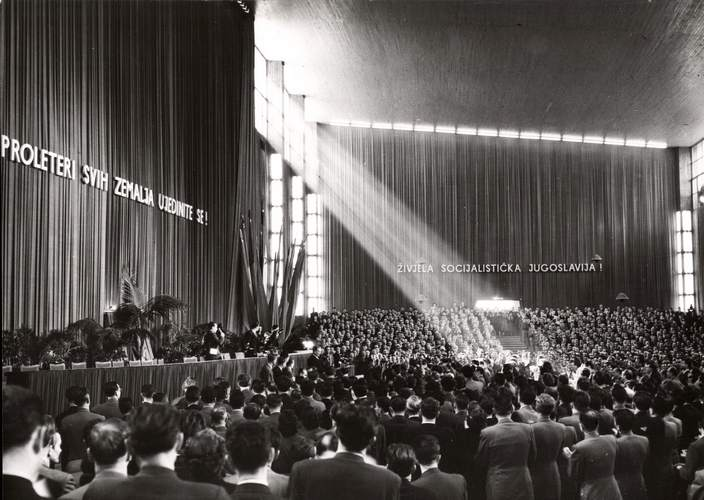
أعاد الحزب الشيوعي اليوغوسلافي تسمية نفسه بعصبة الشيوعيين في يوغوسلافيا في مؤتمره السادس الذي عقد في زغرب عام 1952.

سلطت الدعاية السوفيتية الضوء إلى عدم المساواة في التنمية الاقتصادية في مناطق يوغوسلافيا زعامة أن في ذلك استعادة للرأسمالية وقمع الدول المتخلفة ظهر الصدام بين المركزية الصارمة واللامركزية على أنه صراع بين المبادئ السياسية والأولويات الاقتصادية. اقترح رانكوفيتش في عام 1949 إنشاء هيئات إدارية متوسطة للحد من سلطة الجمهوريات الاتحادية ولكن رفضته اللجنة المركزية للحزب الشيوعي اليوغوسلافي بعد الاعتراضات السلوفينية. صاغ نائب رئيس الوزراء إدفارت كارديل في عام 1952 تعديلات دستورية تقنن الإصلاحات الاقتصادية في الفترة من 1950 إلى 1951 ولكن استمر النقاش حولها أكثر من عام.
أنشأت التعديلات الدستورية اليوغوسلافية لعام 1953 غرفة تشريعية إضافية تتألف من ممثلين اقتصاديين كانوا يناقشوا جميع مسائل الدولة الاقتصادية ومنها الميزانية. سعت الغرفة الاقتصادية إلى إظهار القوة الاقتصادية لكل جمهورية مكونة، كانت ستعطى الغالبية لسلوفينيا وكرواتيا إذا طبق النظام بحذافيره، مع ضمان التمثيل المتساوي لكل جمهورية اتحادية في الغرفة لضمان المساواة.
قبل الحزب الحاكم اللامركزية في النهاية وسمى نفسه عصبة الشيوعيين في يوغوسلافيا في مؤتمره السادس الذي عقد في زغرب في عام 1952. كانت التعديلات الدستورية التي طُبقت في 13 يناير 1953، هي الخطوة الثانية في سلسلة من خمسة إصلاحات دستورية تعكس التطور الاجتماعي ليوغوسلافيا الشيوعية، أبقيت على المبادئ التي طبقت في عام 1953 حتى اعتماد الدستور الأخير ليوغوسلافيا الاشتراكية في 1974.

## العلاقات الخارجية والتعاون الدفاعي
ألقى تيتو خطاب في 18 فبراير 1950 بين فيه طبيعة المرحلة المقبلة أكد فيه أن يوغوسلافيا ستبقى على الحياد ولن تنضم للمعسكر الشرقي ولا الغربي، وأنها لن تقبل التدخل في سياستها الداخلية ولا في اعترافها بحكومة أي دولة كانت، حتى ولو كان هذا الفعل سيقطع المساعدات الغربية عنها.

### التهديد السوفيتي والمساعدات العسكرية
تجنبت يوغوسلافيا في البداية طلب المساعدة العسكرية الغربية خشية أن طلبها سيكون ذريعة لغزو سوفيتي، لكن يجهل ما إن كان الاتحاد السوفيتي قد خطط لأي تدخل عسكري أم لا. اعتقد اليوغسلاف في ذلك الوقت أن الغزو مخطط له ومحتمل. يبدو من رسالة ستالين إلى الرئيس التشيكوسلوفاكي كليمنت جوتوالد في عام 1948 أن هدف ستالين عزل يوغوسلافيا وإضعافها. تعهد مجلس الأمن القومي بالدفاع عن يوغوسلافيا ضد أي غزو سوفيتي محتمل بعد تحول سياسة الولايات المتحدة إلى «الدعم الشامل» ليوغوسلافيا في 17 يناير 1949. أصبحت السلطات اليوغوسلافية بحلول عام 1951 مقتنعة بحتمية وجود هجوم سوفيتي لذلك انضمت يوغوسلافيا إلى برنامج المساعدة الدفاعية المتبادلة. قبل وقت قصير من الانضمام إلى البرنامج أجرى الجيش اليوغوسلافي تدريبات بالقرب من بانيا لوكا في عام 1951 حضرها مراقبون أمريكيون منهم رئيس أركان جيش الولايات المتحدة الجنرال جوزيف لاوتون كولينز.
ساعدت الولايات المتحدة يوغوسلافيا في يناير بموجب برنامج المساعدة الدفاعية المتبادلة وأقنعت بريطانيا وفرنسا ببيع الأسلحة إلى يوغوسلافيا. أعطتها الولايات المتحدة كمية كبيرة من المعدات العسكرية، على أنها كانت تحظر بيع الأسلحة إلى يوغوسلافيا والكتلة الشرقية. كانت القوات الجوية اليوغوسلافية بالأخص ضعيفة التسليح لكن في غضون عامين تلقت 25 طائرة لوكهيد تي-33 و167 طائرة إف 84. اقترحت قوات الولايات المتحدة في النمسا بعد انضمام يوغوسلافيا إلى التعاون الدفاعي خطة للدفاع عن يوغوسلافيا ضد خطة تقدم سوفيتي من المجر إلى النمسا عبر سلوفينيا، لكن لم يُوافَق على مثل هذه الخطط. بلغت المساعدات العسكرية التي قدمتها الولايات المتحدة بحلول منتصف الخمسينيات من القرن الماضي نصف مليار دولار.
ادعى اللواء المجري بيلا كيرالي الذي هرب إلى الولايات المتحدة في عام 1956 وجود خطط لغزو عسكري، لكن الأبحاث التي أجريت في العقد الأول من القرن الحادي والعشرين أظهرت بطلان مزاعمه.

### التحالف مع اليونان وتركيا
اتصل السفير الأمريكي في تركيا بالسفير اليوغوسلافي في تركيا عندما انضمت اليونان وتركيا إلى حلف شمال الأطلسي (الناتو) في عام 1952، واقترح عليه تعزيز العلاقات العسكرية بين يوغوسلافيا واليونان وتركيا. نوقشت الفكرة في عام 1952 على مستويات مختلفة وأعربت الدول الثلاثة عن اهتمامها بالتعاون، لكن أن يوغوسلافيا اتخذت نهجًا حذراً في التحالف. وقَّع وزراء خارجية يوغوسلافيا واليونان وتركيا معاهدة الصداقة والتعاون في أنقرة في فبراير 1953 لإضفاء رسمية على اهتمامهم بالتعاون في مجال الدفاع. ثم وقعت الدول الثلاث على اتفاقية تحالف عسكري مبنية على اتفاقية أنقرة في بليد في أغسطس 1954، لكن يوغوسلافيا لم تهتم بالانضمام إلى الناتو واحتفظت بسياسة دفاعية مستقلة.
وقع تيتو على هذه الاتفاقية لتعزيز دفاع يوغوسلافيا ضد الغزو العسكري السوفيتي المحتمل. زادت هذه الخطوة من احتمالية انضمام يوغوسلافيا إلى حلف شمال الأطلسي (الناتو) في ذلك الوقت. بموجب هذه الاتفاقية فإن أي غزو سوفيتي ليوغوسلافيا يمكن أن يشارك الناتو في صده بسبب عضوية اليونان وتركيا في الناتو. أدت الخلافات في السياسة الخارجية بين الدول الثلاث في النهاية إلى شل التحالف وموت فكرة إمكانية دخول يوغوسلافيا إلى الناتو.

## التقارب مع الاتحاد السوفيتي

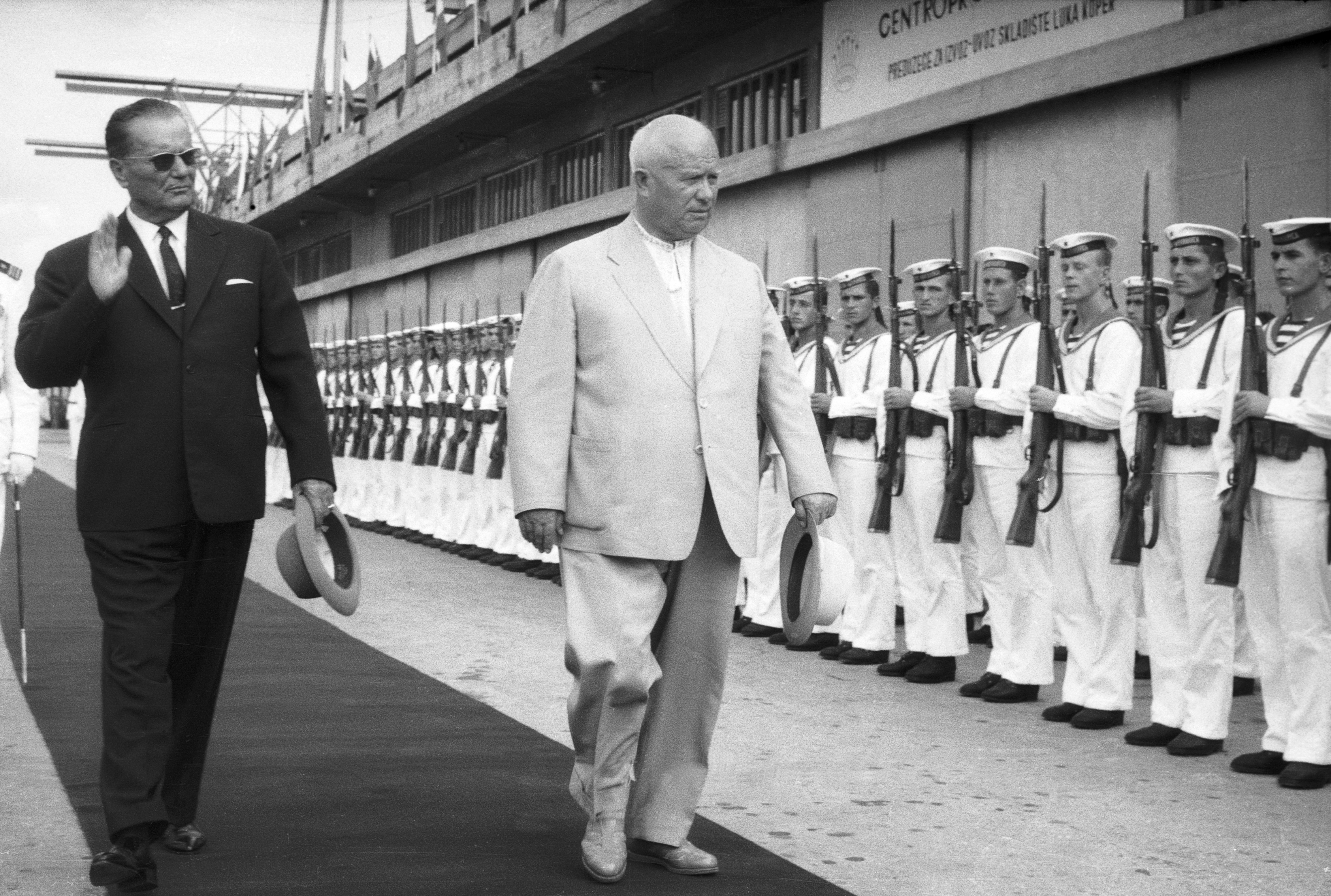
التقى خروشوف وتيتو في عام 1955، وأصلحا العلاقات اليوغوسلافية السوفيتية بعد سبع سنوات (الصورة في عام 1963).

تغيرت السياسة السوفيتية مع يوغوسلافيا بعد وفاة ستالين في مارس 1953. أوقف تيتو في الأشهر التالية إصلاحات ميلوفان ديلاس [الإنجليزية] وطرده من عصبة الشيوعيين في يوغوسلافيا في أوائل عام 1954 في خطوة من القيادة اليوغوسلافية لتحسين العلاقات مع السوفييت، تبادل الاتحاد السوفيتي ويوغوسلافيا السفراء وأعادا العلاقات الاقتصادية بحلول نهاية عام 1953.
عندما اقترب توقيع اتفاقية بليد في 1 يوليو 1954، أوصل السفير السوفيتي رسالة نيكيتا خروتشوف إلى تيتو أشار خروتشوف فيها إلى الرغبة الملحة في عودة العلاقات بين البلدين. زار خروشوف ونيكولاي بولجانين يوغوسلافيا في مايو 1955 وأبدوا أسفهم لتوقف العلاقات السوفيتية اليوغوسلافية ووعدوا بإعادة بنائها على أسس جديدة. تبع ذلك توقيع إعلان بلغراد الذي اعترف بالاشتراكية اليوغوسلافية كنوع من النظام الشيوعي في 2 يونيو 1955، وحل الكومنفورم في عام 1956.
اعتبرت الولايات المتحدة الزيارة نكسة في علاقتها مع يوغوسلافيا وفي نفس الوقت قالت إن يوغوسلافيا فرضت شروطها على السوفيية. استمرت الولايات المتحدة في اعتبار يوغوسلافيا أحد أهم ركائز الحرب الباردة الأمريكية لكنها خفضت الولايات المتحدة مساعداتها إلى يوغوسلافيا مع زيادة العلاقات اليوغوسلافية مع الكتلة الشرقية.
سعى الكونغرس الأمريكي في ضوء الوضع الجديد إلى إلغاء المساعدات إلى يوغوسلافيا تمامًا لخفض التكاليف، لكن الرئيس دوايت أيزنهاور عارض الفكرة خوفًا من أنها ستجبر يوغوسلافيا على التوجه بالكامل نحو الاتحاد السوفيتي. التقى وزير الخارجية الأمريكي جون فوستر دالاس مع تيتو في جزر بريوني في يناير 1955 وأكد لأيزنهاور أن يوغوسلافيا ستحافظ على مسافة من الكتلة الشرقية. دعمت المساعدات الأمريكية استقلال يوغوسلافيا وحرمت الاتحاد السوفيتي من التغلغل فيه ومنعت توطيد الكتلة الشرقية. قال أيزنهاور أن يوغوسلافيا «واحدة من أعظم انتصاراتنا في الحرب الباردة».

## الفن والثقافة

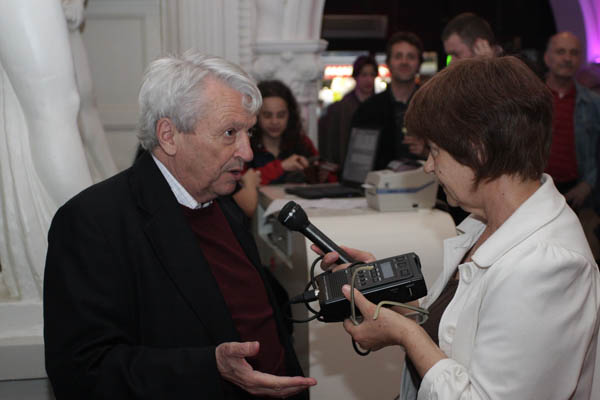
صاغ بريدراج ماتفيجيفيتش مصطلح أدب غولي أوتوك للإشارة إلى الأعمال التي تتناول الفترة التي أعقبت النفصال اليوغوسلافي السوفيتي.

شُجع الفنانون اليوغوسلافيون في أعقاب انفصال تيتو وستالين مباشرة على تصوير المواضيع التي تمجد عقيدة الحزب الحاكم. أدى هذه الدعم إلى انتشار مواضيع مثل الجوانب المختلفة للنضال الأخير في زمن الحرب وبناء البنية التحتية بين الفنانين. اتخذ التشجيع تفضيل تلك الأعمال في مختلف المعارض التي ترعاها الدولة على المواضيع الأخرى. تخلت الدولة عن هذه السياسة في أوائل خمسينيات القرن الماضي لصالح الحداثة وأعلنت الحرية الفنية. أدى الانفصال عن الاتحاد السوفيتي أيضًا إلى البعد عن أسلوب العمارة الضخمة واتباع التصاميم المعمارية الموجودة في الغرب، منها تغيير التصميم العام لمبنى اللجنة المركزية الجديد ليشبه عمارة ناطحة سحاب أمريكية وأيضًا مباني جمعية سلوفينيا ومباني جمعية زغرب. فُتحت البلاد للثقافة الغربية وأحييت الرسوم الهزلية اليوغوسلافية بعد الانفصال. من أوائل الأعمال اليوغوسلافية التي نشرت عن الفترة في عام 1951 هو سر قلعة آي بي وهو عمل إيمائي من تأليف فاضل هادزيتش [الإنجليزية] وإخراج ميلان كاتيتش، والآخر هو كارتون اللقاء الكبير لوالتر ونوربرت نيوجباور.
غطى الكتاب والكتاب المسرحيون وصانعو الأفلام اليوغوسلاف فترة عمليات التطهير التي أعقبت انفصال تيتو وستالين كثيرًا منذ عام 1968 وخاصة في الثمانينيات. أشير في يوغوسلافيا إلى فترة التطهير التي تلت الانفصال اليوغوسلافي السوفيتي عام 1948 باسم عهد الكومنفورم.
كانت أهم مسرحية حول هذا الموضوع هي مسرحية كارامازوف لدوسان يوفانوفيتش والتي عرضت للمرة الأولى في عام 1980. وأهم الأفلام اليوغوسلافية حول هذا الموضوع هو فيلم بابا في رحلة عمل (1985) تأليف سيدران وإخراج أمير كوستوريتسا. وفيلم عام جديد سعيد '49 [الإنجليزية] (1986) تأليف جوردان ميهيتش وإخراج ستول بوبوف. الأفلام البارزة الأخرى التي تتناول هذه الفترة هي أجراس المساء [الإنجليزية] (1986) استنادًا إلى رواية لميركو كوفاتش [الإنجليزية] وإخراج لوردان زافرانوفيتش [الإنجليزية]، والرقص في الماء [الإنجليزية] (1986) من تأليف وإخراج جوفان آين، وجاسوس البلقان [الإنجليزية] (1984) بالاشتراك مع المصور السينمائي بوزيدار نيكوليتش والكاتب المسرحي دوشان كوفاتشيفيتش.

### فهرست المراجع
عربية
1. ↑  دروزة (1963)، ص. 349.
2. 1 2 3  العربي (2024)، ص. 23.
3. ↑  عبد النبي (2023)، ص. 678-679.
4. 1 2  آغا (1982)، ص. 29-30.
5. 1 2  جلال (1987)، ص. 15-16.
6. ↑  العربي (2024)، ص. 19-20.
7. 1 2 3 4  العربي (2024)، ص. 25-26.
8. 1 2 3  العربي (2024)، ص. 24.
9. ↑  عطا الله (1991)، ص. 243.
10. ↑  عبد النبي (2023)، ص. 680.
11. ↑  العربي (2024)، ص. 27-29.
12. 1 2  نعيمي (1981)، ص. 19.
13. ↑  عبد النبي (2023)، ص. 696.
14. ↑  صبح (1998)، ص. 118.
15. ↑  آغا (1982)، ص. 30.
16. ↑  فريد (2004)، ص. 111-113.

إنجليزية
1. ↑  Banac (1988), p. 4.
2. ↑  Woodward (1995), p. 81.
3. ↑  Auty (1969), p. 165.
4. ↑  Perović (2007), p. 34–35.
5. ↑  McClellan (1969), p. 128.
6. ↑  Perović (2007), p. 52.
7. ↑  Perović (2007), p. 52–62.
8. ↑  Ramet (2006), p. 173.
9. ↑  Banac (1988), p. 189.
10. ↑  Perović (2007), p. 45–46.
11. ↑  Perović (2007), p. 56.
12. ↑  Banac (1988), p. 145.
13. ↑  Banac (1988), p. 117–120.
14. ↑  Banac (1988), p. 158.
15. 1 2  Banac (1988), p. 148–151.
16. ↑  Banac (1988), p. 151–152.
17. ↑  Banac (1988), p. 176.
18. ↑  Banac (1988), p. 164–165.
19. ↑  Woodward (1995).
20. ↑  Banac (1988), p. 148.
21. ↑  Banac (1988), p. 247–248.
22. ↑  Banac (1988), p. 157–159.
23. ↑  Banac (1988), p. 159–161.
24. ↑  Banac (1988), p. 159–162.
25. ↑  Banac (1988), p. 161–163.
26. ↑  Banac (1988), p. 129–130.
27. ↑  Banac (1988), p. 163.
28. ↑  Banac (1988), p. 222–223.
29. ↑  Banac (1988), p. 229.
30. ↑  Banac (1988), p. 224–226.
31. ↑  Banac (1988), p. 130.
32. ↑  Banac (1988), p. 227–228.
33. ↑  Banac (1988), p. 165.
34. ↑  Banac (1988), p. 166–167.
35. ↑  Banac (1988), p. 234–235.
36. ↑  Banac (1988), p. 180–182.
37. ↑  Banac (1988), p. 235.
38. ↑  Banac (1988), p. 236–237.
39. ↑  Banac (1988), p. 182.
40. 1 2  Banac (1988), p. 236.
41. ↑  Banac (1988), p. 237, note 43.
42. ↑  Banac (1988), p. 181, note 126.
43. ↑  Woodward (1995), p. 101, note 4.
44. ↑  Woodward (1995), p. 102.
45. ↑  Woodward (1995), p. 124.
46. ↑  Woodward (1995), p. 108.
47. ↑  Woodward (1995), p. 117.
48. ↑  Woodward (1995), p. 121.
49. ↑  Lees (1978), p. 411.
50. ↑  Lees (1978), p. 413.
51. ↑  Lees (1978), p. 415–416.
52. ↑  Lees (1978), p. 417–418.
53. ↑  Woodward (1995), p. 145, note 134.
54. 1 2  Auty (1969), p. 169.
55. ↑  Woodward (1995), p. 121, note 61.
56. ↑  Woodward (1995), p. 121–122.
57. ↑  Woodward (1995), p. 144–145.
58. ↑  Woodward (1995), p. 145–146.
59. ↑  Woodward (1995), p. 150–151.
60. ↑  Eglin (1982), p. 126.
61. ↑  Woodward (1995), p. 151.
62. ↑  Woodward (1995), p. 160.
63. ↑  Banac (1988), p. 174.
64. ↑  Flere (2019).
65. ↑  Woodward (1995), p. 180.
66. ↑  Woodward (1995), p. 184.
67. ↑  Woodward (1995), p. 182.
68. ↑  Woodward (1995), p. 164.
69. 1 2  Brands (1987), p. 46–47.
70. ↑  Perović (2007), p. 58–59.
71. ↑  Perović (2007), p. 60.
72. ↑  Woodward (1995), p. 145.
73. ↑  Woodward (1995), p. 159.
74. ↑  Carafano (2002), p. 146.
75. ↑  NSA (1998), p. 90.
76. ↑  Perović (2007), note 120.
77. ↑  Laković (2016).
78. ↑  Laković (2016), p. 2016.
79. ↑  Laković (2016).
80. ↑  Laković (2016).
81. ↑  Vukman (2013), p. 25-35.
82. ↑  عبد النبي (2023)، ص. 684.
83. ↑  Banac (1988), p. 141.
84. 1 2  Brands (1987), p. 48.
85. ↑  Laković (2016), p. 86.
86. ↑  Banac (1988), p. 141–142.
87. ↑  Banac (1988), p. 258.
88. ↑  Ulam (1980), p. 149.
89. ↑  Brands (1987), p. 48–51.
90. ↑  Korov (2012), p. 49.
91. ↑  Kuhlman (2020).
92. ↑  Banac (1988), p. xii.
93. ↑  Mihaljević (2017), p. 197.
94. ↑  Goulding (2002), p. 159–160.
95. ↑  Goulding (2002), p. 160–167.

كرواتية
1. 1 2  Jakovina (2002), p. 38–40.
2. ↑  Šeparović (2017), p. 106–107.
3. ↑  Šeparović (2017), p. 112.
4. ↑  Peruško (2015), p. 14.

### ثبت المراجع(مرتبة أبجديا)
الكتب:
عربية
- آغا، حسين (1982). الاتحاد السوفيتي وحلف وارسو. مشاركة: أحمد سامح الخالدي، قاسم جعفر (ط. 1). بيروت: المؤسسة العربية للدراسات والنشر. LCCN:83960602. OCLC:1158669211.
- عطا الله، دعد بوملهب (1991). الثنائية الدولية والعالم المعاصر مابين 1945 و1990: دراسة تاريخية سياسية جيوسياسية. بيروت: مكتبة لبنان ناشرون. OCLC:4770890174.
- دروزة، الحكم (1961). الشيوعية المحلية ومعركة العرب القومية (ط. 1). بيروت: دار الفجر الجديد. OCLC:4770595024.
- جلال، محمد نعمان (1987). حركة عدم الانحياز في عالم متغير. الألف كتاب (الثانى). الهيئة المصرية العامة للكتاب. ISBN:9789770114520. OCLC:1035813391.
- نعيمي، أحمد نوري (1981). تركيا وحلف شمال الأطلسي (ط. 1). عمان: المطبعة الوطنية.
- فريد، سمير (2004). قضايا سياسية على شاشة السينما. دمشق: المدى للثقافة والنشر والتوزيع. ISBN:9782843057175. OCLC:63016876.
- صبح، علي (1998). الصراع الدولي في نصف قرن 1945-1995 (ط. 1). بيروت: دار المنهل اللبناني. OCLC:1408744859.
- عبد النبي، خالد (1 يناير 2023). "موقف يوغوسلافيا من ثورة المجر 1956". مجلة الدراسات الإنسانية والأدبية. ج. 28 ع. 2: 675–729. DOI:10.21608/shak.2023.226870.1492. ISSN:2682-4868.{{استشهاد بدورية محكمة}}:  صيانة الاستشهاد: ref duplicates default (link)
- العربي، ريهام (1 يناير 2024). "سياسة الرئيس ترومان تجاه الانفصال اليوغوسلافي عن الكتلة الشرقية (1948 – 1952)م". مجلة مرکز حضارات البحر المتوسط. ج. 8 ع. 1: 19–36. DOI:10.21608/midcul.2024.355984. ISSN:2812-5495.{{استشهاد بدورية محكمة}}:  صيانة الاستشهاد: ref duplicates default (link)

إنجليزية
- Auty, Phyllis (1969). "Yugoslavia's International Relations (1945–1965)". In Vucinich, Wayne S. (ed.). Contemporary Yugoslavia: Twenty Years of Socialist Experiment (بالإنجليزية). Berkeley, California: University of California Press. pp. 154–202. ISBN:9780520331105.
- Banac, Ivo (1988). With Stalin against Tito: Cominformist Splits in Yugoslav Communism (بالإنجليزية). Ithaca, New York: Cornell University Press. ISBN:0-8014-2186-1.
- Carafano, James Jay (2002). Waltzing Into the Cold War: The Struggle for Occupied Austria (بالإنجليزية). College Station, Texas: Texas A&M University Press. ISBN:9781585442133.
- Eglin, Darrel R. (1982). "The Economy". In Nyrop, Richard F. (ed.). Yugoslavia, a Country Study. Area handbook series (بالإنجليزية) (2nd ed.). Washington, DC: United States Government Publishing Office. pp. 113–168. LCCN:82011632. Archived from the original on 2024-11-27.
- Goulding, Daniel J. (2002). Liberated Cinema: The Yugoslav Experience, 1945-2001 (بالإنجليزية). Bloomington, Indiana: Indiana University Press. ISBN:9780253215826.
- Jennings, Christian (2017). Flashpoint Trieste: The First Battle of the Cold War (بالإنجليزية). London, UK: Bloomsbury Publishing. ISBN:978-1-5126-0172-5.
- Judt, Tony (2005). Postwar: A History of Europe Since 1945 (بالإنجليزية). New York, New York: Penguin Group. ISBN:1-59420-065-3.
- Kane, Robert B. (2014). "Corfu Channel Incident, 1946". In Hall, Richard C. (ed.). War in the Balkans (بالإنجليزية) (2nd ed.). Santa Barbara, California: ABC-Clio. pp. 76–77. ISBN:978-1-6106-9030-0.
- Klemenčić, Mladen; Schofield, Clive H. (2001). War and Peace on the Danube: The Evolution of the Croatia–Serbia Boundary (بالإنجليزية). Durham, UK: International Boundaries Research Unit. ISBN:9781897643419.
- Martha Kuhlman; José Alaniz (2020). Comics of the New Europe: Reflections and Intersections (بالإنجليزية). Leuven: Leuven University Press. ISBN:978-94-6270-212-7. QID:Q124307047.
- Ivan Laković; Dmitar Tasić (2016). The Tito–Stalin Split and Yugoslavia's Military Opening toward the West, 1950–1954: In NATO's Backyard (بالإنجليزية). Lanham: Lexington Books. ISBN:978-1-4985-3934-0. QID:Q124307077.
- McClellan, Woodford (1969). "Postwar Political Evolution". In Vucinich, Wayne S. (ed.). Contemporary Yugoslavia: Twenty Years of Socialist Experiment (بالإنجليزية). Berkeley, California: University of California Press. pp. 119–153. ISBN:9780520331105.
- Mihaljević, Josip (2017). "Deal With the Devil: Intellectuals and Their Support of Tito's Rule in Yugoslavia (1945–80)". In Apor, Péter; Horváth, Sándor; Mark, James (eds.). Secret Agents and the Memory of Everyday Collaboration in Communist Eastern Europe (بالإنجليزية). London, UK: Anthem Press. pp. 191–206. ISBN:9781783087235. LCCN:2018411885. OCLC:991104991.
- Ramet, Sabrina P. (2006). The Three Yugoslavias: State-building and Legitimation, 1918–2005 (بالإنجليزية). Bloomington, Indiana: Indiana University Press. ISBN:9780253346568.
- Reynolds, David (2006). From World War to Cold War: Churchill, Roosevelt, and the International History of the 1940s (بالإنجليزية). Oxford, UK: Oxford University Press. ISBN:9780199284115.
- Tomasevich, Jozo (2001). War and Revolution in Yugoslavia, 1941–1945: Occupation and Collaboration (بالإنجليزية). Stanford, California: Stanford University Press. ISBN:978-0-8047-0857-9.
- Ulam, Adam B. (1980). "Soviet Ideology and Soviet Foreign Policy". In Hoffmann, Erik Peter; Fleron, Frederic J. (eds.). The Conduct of Soviet Foreign Policy (بالإنجليزية) (2nd ed.). Piscataway, New Jersey: Transaction Publishers. pp. 136–153. ISBN:9780202365046.
- Woodward, Susan L. (1995). Socialist Unemployment: The Political Economy of Yugoslavia, 1945–1990 (بالإنجليزية). Princeton, New Jersey: Princeton University Press. ISBN:0-691-08645-1.
- Ziemke, Earl F. (1968). Stalingrad to Berlin: The German Defeat in the East (بالإنجليزية). Washington, D.C.: United States Army Center of Military History. ISBN:9780880290593. LCCN:67-60001.

كرواتية
- Jakovina, Tvrtko (2002). Socijalizam na američkoj pšenici: (1948–1963) [Socialism on American Wheat: (1948–1963)] (بالكرواتية). Zagreb, Croatia: Matica hrvatska. OCLC:237686413.

دوريات محكمة:
إنجليزية
- HENRY W. BRANDS (1987). "Redefining the Cold War: American Policy toward Yugoslavia, 1948?60". Diplomatic History (بالإنجليزية). 11 (1): 41–54. DOI:10.1111/J.1467-7709.1987.TB00003.X. ISSN:0145-2096. OCLC:9977656636. QID:Q124481747.
- "Dodging Armageddon: The Third World War That Almost Was, 1950" (PDF). Cryptographic Quarterly (بالإنجليزية). Fort Meade, Maryland: National Security Agency. 19/20: 85–95. 2000. Archived from the original (PDF) on 2021-08-27.
- Sergej Flere; Tibor Rutar (2019). "The Segmentation Of The Yugoslav Communist Elite, 1943–1972". Družboslovne Razprave (بالإنجليزية). Ljubljana: Slovene Sociological Association. 35 (92): 81–101. ISSN:0352-3608. OCLC:9118080621. QID:Q124306848.
- Lees, Lorraine M. (1978). "The American Decision to Assist Tito, 1948–1949". Diplomatic History (بالإنجليزية). Oxford University Press. 2 (4): 407–422. DOI:10.1111/j.1467-7709.1978.tb00445.x. ISSN:0145-2096. JSTOR:24910127. Archived from the original on 2023-10-28.
- Perović, Jeronim (2007). "The Tito–Stalin split: a reassessment in light of new evidence". Journal of Cold War Studies (بالإنجليزية). MIT Press. 9 (2): 32–63. DOI:10.5167/uzh-62735. ISSN:1520-3972. Archived from the original on 2024-06-13.
- Vukman, Péter (2013). "The Balkan Pact, 1953-58 : an analysis of Yugoslav-Greek-Turkish Relations based on British Archival Sources" (PDF). Mediterrán tanulmányok (بالإنجليزية). 22. ISSN:0238-8308. Archived from the original (PDF) on 2024-11-04.

كرواتية
- Peruško, Ivana (2015). "Čudovišni SSSR i mitska zemlja Jugoslavija" [Monstruous USSR and Mythical Country of Yugoslavia]. Philological Studies (بالكرواتية). Zagreb, Croatia: University of Zagreb. 13 (1): 13–33. ISSN:1857-6060. Archived from the original on 2024-11-30.
- Korov, Goran (2012). "Zajednička ili zasebna? Paradigme u arhitekturi socijalističke Jugoslavije" [Common or Separate? Paradigms in Architecture of Socialist Yugoslavia]. Kvartal: Kronika Povijesti Umjetnosti U Hrvatskoj (بالإنجليزية). Zagreb, Croatia: Institute of Art History. 9 (3–4): 48–56. ISSN:1845-4356. Archived from the original on 2024-11-30.
- Šeparović, Ana (2017). "ULUH oko Informbiroa: dinamika ideološko-političkog pritiska u likovnom stvaralaštvu" [Croatian Association of Artists in the Years around Cominform: Dynamics of Ideological and Political Pressure in Visual Arts]. Peristil: Zbornik radova za povijest umjetnosti (بالكرواتية). Zagreb, Croatia: Croatian Society of Art Historians. 60 (1): 103–116. DOI:10.17685/Peristil.60.8. ISSN:1849-6547. Archived from the original on 2021-06-30.